# Andorra en el Festival de la Canción de Eurovisión 2008
El principado de Andorra seleccionó a sus candidatos de Eurovisión 2008 con una selección interna. Este proceso de selección fue criticado por la Asociación de Músicos de Andorra (ASMA), quien cree que el abandono del proceso de selección nacional en favor de una selección interna bloquea de manera efectiva la participación pública de los artistas de Andorra. Sin embargo, RTVA anuncia que Andorra podría ser representado por la concursante de Operación Triunfo, Gisela. El 10 de diciembre de 2007, la cadena de televisión de Andorra celebró una conferencia de prensa para presentar a Gisela y anunciar que Jordi Cubino compuso "Casanova" el cual sería el tema de Andorra en Belgrado. La entrada en su totalidad fue presentada a través del vídeo promocional que salió al aire el 26 de febrero de 2008. 
En Eurovisión, Andorra participó en la primera semifinal el 20 de mayo de 2008. "Casanova", fue cantado en inglés con una línea en catalán . Gisela dijo que el desempeño de Eurovisión sería "innovador y sorprendente" y que la canción recibirá un tour promocional por Europa. El Departamento de Turismo del Gobierno de Andorra comprometió €31.000 para la producción de video promocional del país.
Andorra no estaba entre los diez países que se clasificaron para la final, y su colocación en la semifinal fue un puesto 16 con 22 puntos.
- Datos: Q2057741
- Multimedia: Andorra in the Eurovision Song Contest 2008 / Q2057741